# Clubiona abboti
Clubiona abboti es una especie de araña araneomorfa del género Clubiona, familia Clubionidae. Fue descrita científicamente por L. Koch en 1866.
Habita en los Estados Unidos y Canadá.